# Hipólito Yrigoyen (município)
Hipólito Yrigoyen (partido) é um partido (município) da província de Buenos Aires, na Argentina. Possuía, de acordo com estimativa de 2019, 10.205 habitantes.